# مسجد بوديسار
مسجد بوديسار، هو مسجد حجري قديم عمره قرون، يقع بمنطقة ثارباركار في مقاطعة السند في الباكستان.

## التاريخ
مسجد تاريخي مصنوع من الرخام الأبيض، بني عام 1505، بمنطقة ثارباركار، الهندسة المعمارية والطراز متأثر بهندسة جاين.
تعكس أعمدة المسجد أيضًا عمارة جاين، في حين أن العناصر الزخرفية على طول خط السقف مستوحاة من تلك الثقافة.